# Moenkhausia gracilima
Moenkhausia gracilima är en fiskart som beskrevs av Eigenmann, 1908. Moenkhausia gracilima ingår i släktet Moenkhausia och familjen Characidae. Inga underarter finns listade i Catalogue of Life.